# Лас-Флорес (муниципалитет)
Муниципалитет Лас-Флорес  (исп. Partido de Las Flores) — муниципалитет в Аргентине в составе провинции Буэнос-Айрес.
Территория — 3350 км². Население — 23 871 человек. Плотность населения — 7,13 чел./км².
Административный центр — Лас-Флорес.

## География
Департамент расположен в центральной части провинции Буэнос-Айрес.
Департамент граничит:
- на северо-западе — c муниципалитетом Саладильо
- на севере — с муниципалитетом Роке-Перес
- на северо-востоке — с муниципалитетом Хенераль-Бельграно
- на юго-востоке — с муниципалитетами Пила, Рауч
- на юго-западе — с муниципалитетами Тапальке, Асуль
- на западе — с муниципалитетом Хенераль-Альвеар

## Важнейшие населённые пункты[2]
| № | Населённый пункт | Населённый пункт (исп.) | Категория | Население чел. (2010) | На карте                        |
| - | ---------------- | ----------------------- | --------- | --------------------- | ------------------------------- |
| 1 | Лас-Флорес       | Las Flores              | город     | 21455                 | 36°01′00″ ю. ш. 59°05′56″ з. д. |
| 2 | Пардо            | Pardo                   | посёлок   | 159                   | 36°14′36″ ю. ш. 59°21′59″ з. д. |
| 3 | Эль-Триго        | El Trigo                | посёлок   | 43                    | 35°52′48″ ю. ш. 59°24′21″ з. д. |
| 4 | Коронель-Боэр    | Coronel Boerr           | посёлок   | 15                    | 35°56′25″ ю. ш. 59°04′06″ з. д. |